# 新疆生产建设兵团第一师塔里木灌区水利管理处
新疆生产建设兵团第一师塔里木灌区水利管理处（简称塔水处），机关驻新疆维吾尔自治区阿拉尔市，隶属新疆生产建设兵团第一师塔里木灌区。

## 简介
1960年，叶尔羌河的上游水库第一期工程完工，上游水库管理处成立，隶属胜利第三总场建制。1969年7月，中国人民解放军新疆军区生产建设兵团统一编制，将上游水库管理处、上游一场、工程二团、机运处农场合并，成立中国人民解放军新疆军区生产建设兵团农一师十六团。1981年7月，3个水库管理所、1个工程大队从农一师十六团分出，组建新疆生产建设兵团农一师塔里木河灌区水利管理处（简称塔水处）。1988年11月，塔水处撤销，分别组建塔南水管处、塔北水管处和工程二团（后来改称水利水电工程处）3个单位。1992年1月，塔南水管处、塔北水管处合并为新疆生产建设兵团农一师塔里木河灌区水利管理处（简称塔水处）。2013年1月，随着新疆生产建设兵团农一师改为新疆生产建设兵团第一师，该处改称新疆生产建设兵团第一师塔里木灌区水利管理处（简称塔水处）。
塔水处是以水利管理为主，农、林、牧、副、渔、旅游多业并举的水利事业单位。塔水处管理着上游水库、胜利水库、多浪水库这3座总库容4.08亿立方米的国家大二型水库，担负着新疆生产建设兵团第一师塔里木灌区220万亩耕地的灌溉任务。